# Ательє
Ательє́ (фр. atelier — майстерня, цех, студія) — салон індивідуального пошиття одягу, взуття, головних уборів або майстерня маляра, скульптора чи фотографа.
Слово походить з французької мови. Спершу його застосовували для означення столярні. Згодом усі майстерні стали ательє.
Починаючи з епохи промислової революції, ательє могло бути кімнатою, декількома кімнатами або будівлею, які забезпечували б місце для інструментів та роботи: виготовлення або ремонту вироблених товарів. Ательє були єдиними місцями виробництва до появи індустріалізації та розвитку великих фабрик. Домашні ательє, як правило, містять робочий стіл, ручний інструмент, електроінструменти та інше обладнання. Поряд з їхніми практичними застосуваннями для ремонту або виготовленню товарів, ательє використовуються для покращення товару або виготовлення прототипів.
Ательє відрізняють залежно від напрямку роботи.